# Pedioscopus balochoides
Pedioscopus balochoides är en insektsart som beskrevs av Maldonado-capriles 1968. Pedioscopus balochoides ingår i släktet Pedioscopus och familjen dvärgstritar. Inga underarter finns listade i Catalogue of Life.